# Bamako
Bamako este capitala și cel mai mare oraș al statului Mali. Situat în sud-estul țării, este un important port fluvial pe Niger. A luat naștere dintr-un vechi sat al tribului malinke, dar în metropolă nu mai există urme ale caracterului său provincial originar. Potrivit estimărilor, Bumako numără peste 1.000.000 de locuitori și tot mai mulți oameni continuă să sosească din localitățile învecinate, care nu le mai pot asigura apă potabilă sau energie. Orașul a devenit capitala statului în 1960.

## Istorie
In 1883, când francezii au ajuns pe meleagurile din preajma metropolei contemporane Bamako, aceasta era doar o așezare micuță, în care trăiau nu mai mult de 1.000 de persoane. în ciuda aparențelor, locul avea o importanță deosebită, de vreme ce aproximativ 30 de sate învecinate, de la vest de Niger, se aflau sub conducerea sa. Nou-veniții din nord erau minoritari, dar lor li s-au alăturat în scurt timp negustorii din Mauritania, care vindeau sare la Bamako. în sezonul uscat, caravane venite din nord poposeau frecvent în oraș. Ele transportau postavuri, arme, vite, cai și cămile, pe care le schimbau pe aur și sclavi. Pentru negustorii din Mauritania, bunele relații cu Bamako aveau o importanță aparte. După o lungă călătorie, în timpul căreia parcurgeau aproape 1.000 km, ei puteau, în sfârșit, să își încarce mărfurile pe vase și să ajungă pe coastă.
La sfârșitul secolului al XlX-lea, Bamako a devenit un fort care le-a facilitat francezilor expansiunea colonială în Africa de Vest. Din punct de vedere economic, regiunea nu excela, mai ales după lichidarea comerțului cu sclavi, iar țara a început să fie hărțuită de rebelii africani ai lui Samori Toure. Caravanele negustorești au început să evite Bamako. între anii 1915 și 1918, a avut loc o revoltă a tuaregilor, care locuiau în estul țării, iar mișcarea de independență a devenit și mai puternică după al Doilea Război Mondial. In 1946, a fost creată Uniunea Sudaneză, care funcționa în toate coloniile franceze de pe teritoriul Africii. Acesta a fost începutul procesului care a condus la proclamarea Republicii Mali în 1960. După eliberarea țării de sub stăpânirea franceză, foștii coloniști au început să își deschidă în zonă reprezentanțe comerciale și politice. După al Doilea Război Mondial, a început modernizarea orașului Bamako. Au fost construite spitale, hoteluri, școli și un sediu al parlamentului. în prezent, capitala care poartă încă urmele trecutului colonial este dominată de cultura musulmană. În metropolă există principala moschee din Mali, în care musulmanii se roagă în fiecare vineri, îndreptându-și chipul către Mecca.

## Statistica
Populația: 1.300.000 loc. (regiunea Bamako numără 1.370.000 loc.) (2005)
Suprafața regiunii: 252 km2

## Pe Scurt
•  Capitala statului Mali
•  Limbi: franceză, bambara
•  Religii: islamism, animism
•  Moneda: franc CFA
•  Grupuri etnice: bambara (majoritatea)

## Personalități născute aici
- Aminata Traoré (n. 1947), scriitoare, activistă;
- Jean Tigana (n. 1955), fotbalist, antrenor;
- Boubou Cissé (n. 1974), premier;
- Mahamadou Diarra (n. 1981), fotbalist;
- Drissa Diakité (n. 1985), fotbalist;
- Yves Bissouma (n. 1996), fotbalist.